# Careostrix yoshimotoi
Careostrix yoshimotoi är en stekelart som beskrevs av Lasalle 1994. Careostrix yoshimotoi ingår i släktet Careostrix och familjen finglanssteklar. Inga underarter finns listade.